# John Briggs
John V. Briggs (Mitchell (Dakota do Sul), 1930) é um ex-político norte-americano do estado da Califórnia, que exerceu mandatos na Assembleia Legislativa da Califórnia e no Senado Estadual da Califórnia. Ele possivelmente é mais conhecido por ter sido o autor da Proposição 6 em 1978, também conhecida como Iniciativa Briggs, que tentava demitir das escolas todos os empregados gays ou lésbicas e seus apoiadores. A tentativa falhou. A campanha sobre a Proposição 6 foi recriada no filme Milk, de 2008, onde Briggs foi interpretado pelo ator Denis O'Hare.